# Use Somebody
"Use Somebody"는 미국의 록 그룹 킹스 오브 리언의 노래이다. 이 노래는 킹스 오브 리언의 네 번째 정규 음반 Only by the Night의 두 번째 싱글로 수록되었으며, 2008년 12월 8일 발매되었다.
이 싱글은 스칸디나비아, 아일랜드, 독일, 영국, 호주에서 많은 인기를 얻었고, 6주 연속으로 차트에서 1위를 차지했다. 여러 방송에서도 1위를 차지했으며, 미국의 빌보드 핫 100에는 4위, 팝송 차트에는 1위에 오르기도 하였다.
이 곡은 많은 호평을 받으면서 그래미 어워드 올해의 레코드상, 최우수 락 듀오/그룹 보컬과 최우수 락 음악 부문에서 수상하였으며, 올해의 노래에 후보로 지명되기도 하였다.